# Kapalong
Kapalong is een gemeente in de Filipijnse provincie Davao del Norte op het eiland Mindanao. Bij de laatste census in 2007 had de gemeente bijna 62 duizend inwoners.

## Geografie

### Bestuurlijke indeling
Kapalong is onderverdeeld in de volgende 14 barangays:
| - Capungagan - Florida - Gabuyan - Gupitan - Katipunan - Luna - Mabantao | - Mamacao - Maniki - Pag-asa - Sampao - Semong - Sua-on - Tiburcia |

## Demografie
Kapalong had bij de census van 2007 een inwoneraantal van 61.763 mensen. Dit zijn 3.797 mensen (6,6%) meer dan bij de vorige census van 2000. De gemiddelde jaarlijkse groei komt daarmee uit op 0,88%, hetgeen lager is dan het landelijk jaarlijks gemiddelde over deze periode (2,04%). Vergeleken met de census van 1995 is het aantal mensen met 10.595 (20,7%) toegenomen.

De bevolkingsdichtheid van Kapalong was ten tijde van de laatste census, met 61.763 inwoners op 830,01 km², 74,4 mensen per km².